# XP8 (gruppo musicale)
Gli XP8 sono un gruppo musicale futurepop/EBM italiano. 

## Storia degli XP8
Originariamente un trio nato dalle ceneri di un altro progetto chiamato Retina, nel 2005 il cantante Paul Toohill lascia la band, le influenze dei due componenti rimasti (Marco Visconti e Marko Resurreccion) sono varie, ma fra i gruppi che ispirano maggiormente le loro produzioni figurano Icon of Coil, Rotersand e altri esponenti della musica Industrial, ma anche esponenti dell'elettronica più mainstream come Underworld e The Prodigy. Il gruppo si è sciolto nel 2014.

## Discografia

### Album di studio
- Forgive(n) (2004, Black Flames / Static Sky)
- Hrs:Min:Sec (2005, Infacted / Nilaihah)
- The Art of Revenge (2008, Infacted / Sigsaly / Gravitator)
- Drop The Mask (2010, Infacted / Metropolis / Deathwatch Asia)
- Adrenochrome (2013, 2393 Records)

### EP
- RE_Productions EP (2004, Black Flames)
- Infaction Two EP (2006, Infacted) (sezione: "Still Lives")
- Fouplay Vol.1 EP (2006, Nilaihah) (sezione: "Frames")
- Want It EP digitale (2010, Infacted)
- Decade of Decadence (2011, 2393 Records)
- One of Three: Nigredo (2013, 2393 Records)
- Two of Three: Albedo (2014, 2393 Records)
- Three of Three: Rubedo (2014, 2393 Records)
- Back to Light (2021, 2393 Records)

### Apparizioni in raccolte
- Synthphony REMIXed! Vol.4 (2005, Synthphony)